# Alectis ciliaris
Alectis ciliaris és un peix teleosti de la família dels caràngids i de l'ordre dels perciformes.

## Morfologia
Pot arribar als 150 cm de llargària total i als 22 kg de pes.

## Alimentació
Menja crustacis, petits crancs i peixos.

## Hàbitat
Viu entre els 60 i els 100 m de fondària.

## Distribució geogràfica
Es troba a les costes de l'Atlàntic occidental (des de Massachusetts i Bermuda fins al Brasil, incloent-hi el Carib i el Golf de Mèxic), de l'Atlàntic oriental (des del Senegal fins al Congo), a l'oceà Índic occidental (des del Mar Roig fins a Sud-àfrica i Sri Lanka) i del Pacífic oriental (des de Mèxic fins al Perú).